# بخش توکاریوفسکی
بخش توکاریوفسکی (به لاتین: Tokaryovsky District) یک سکونتگاه مسکونی در روسیه است که در استان تامبوف واقع شده‌است.